# Dichrogaster dorsata
Dichrogaster dorsata là một loài tò vò trong họ Ichneumonidae.